# Ljutice (Požega)
Pour les articles homonymes, voir Ljutice.
Ljutice (en serbe cyrillique : Љутице) est un village de Serbie situé dans la municipalité de Požega, district de Zlatibor. Au recensement de 2011, il comptait 351 habitants.

## Démographie

### Évolution historique de la population
| 1948 | 1953 | 1961 | 1971 | 1981 | 1991 | 2002 | 2011 |
| ---- | ---- | ---- | ---- | ---- | ---- | ---- | ---- |
| 603  | 586  | 680  | 625  | 576  | 431  | 432  | 351  |

|  |